# Linda Zwartbol

Linda Zwartbol, 2024

Linda Zwartbol (* 1993 in Sankt Vith, Belgien) ist eine belgische Politikerin der SP Ostbelgien (Sozialistische und Sozialdemokratischen Partei der Deutschsprachigen Gemeinschaft). Seit 2023 ist sie Präsidentin der ostbelgischen Partei.

## Leben und beruflicher Werdegang
Nach einer Ausbildung im Bereich Mediengestaltung arbeitete Zwartbol zunächst in diesem Beruf, bevor sie als Journalistin und Radiomoderatorin tätig war. Von 2019 bis 2024 arbeitete sie als Referentin für Öffentlichkeitsarbeit im Kabinett des damaligen Vize-Ministerpräsidenten der Deutschsprachigen Gemeinschaft, Antonios Antoniadis.
Im Februar 2023 wurde sie zur Präsidentin der SP Ostbelgien gewählt und trat damit als erste Frau das Mandat an der Spitze der Partei an. Im November 2024 setzte sie sich mit 80 Prozent der Stimmen gegen einen Mitbewerber durch und wurde somit in ihrem Amt bestätigt. Seit 2024 ist sie ebenfalls die Geschäftsführerin und Fraktionssekretärin der SP-Fraktion im Parlament der Deutschsprachigen Gemeinschaft (PDG).
Bei der föderalen Parlamentswahl am 9. Juni 2024 kandidierte Linda Zwartbol als bestplatzierte deutschsprachige Kandidatin auf der Liste der Parti Socialiste (PS) im Wahlkreis Lüttich. Seit Dezember 2024 ist sie außerdem Mitglied des Stadtrats der Gemeinde St. Vith.

## Persönliches
Als Tochter einer alleinerziehenden Mutter engagiert Zwartbol sich in der Politik besonders für soziale Gerechtigkeit, Chancengleichheit und die Stärkung der Frauenrechte.

## Politische Mandate
- Seit 2023 – Präsidentin der SP Ostbelgien
- Seit 2024 – Stadtratsmitglied der Gemeinde St. Vith